# Ніколя Льє
Ніколя Льє (люксемб. Nicolas Liez, фр. Nicolas Liez) — люксембурзький художник, скульптор і архітектор 19 століття, відомий зокрема, літографіями з видами різних місць Великого герцогства Люксембург і живописним полотном «Вид на Люксембург».

## Біографія

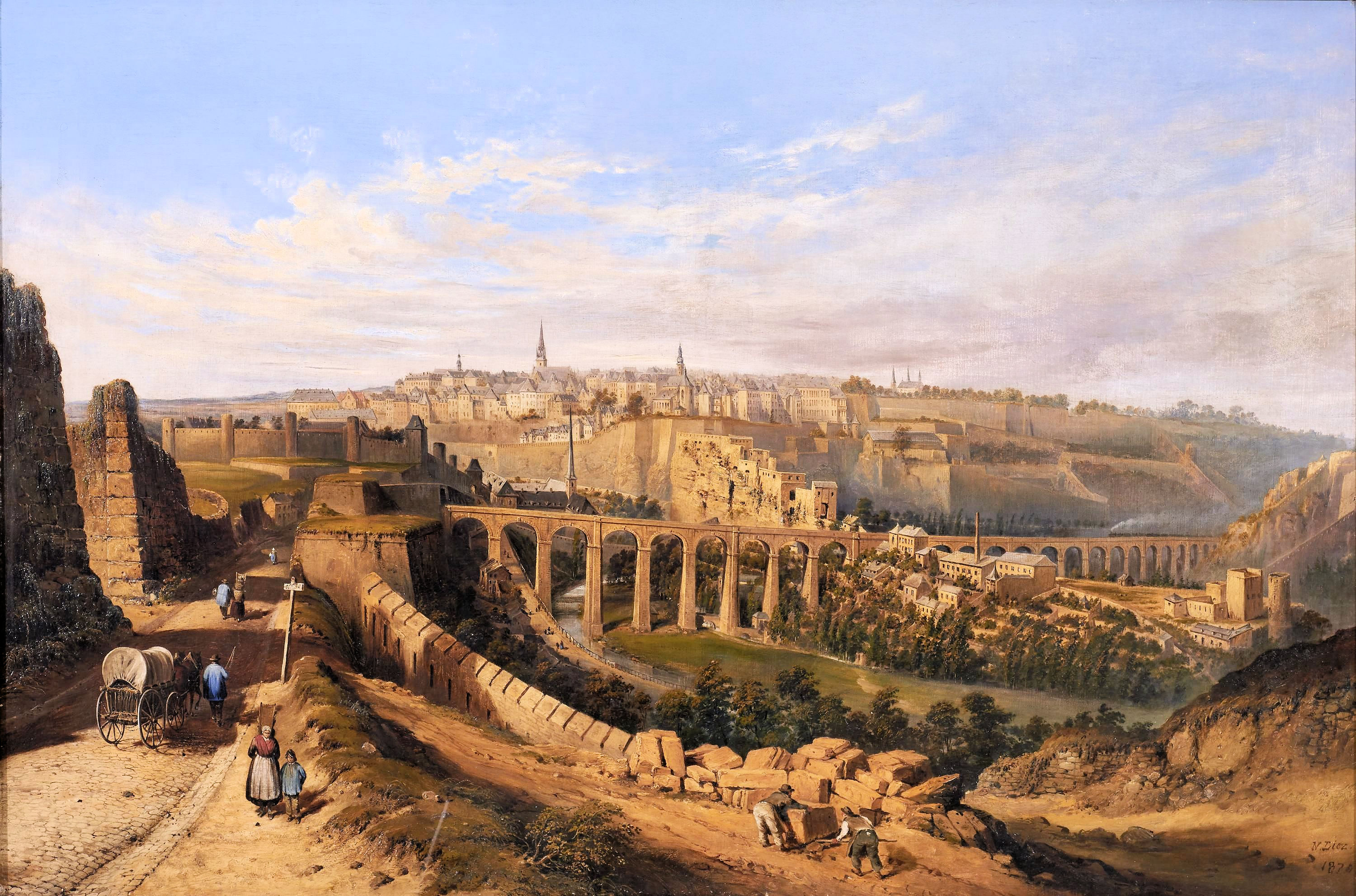
«Вид на місто Люксембург з Фетшенгофу». 1870.

Ніколя Льє народився на північному сході Франції, у Нефшато. Його батько Жан-Жозеф Льє був шевцем. У трирічному віці Ніколя Льє разом з батьками переїхав до Люксембургу, звідки родом була його мати Марія Вебер.
У Люксембурзі Льє вчився у художній школі в Жана-Батиста Фрезе. Закінчив її 1827 року зі срібною медаллю і продовжив навчання у Бельгії, де вивчав літографію.
Повернувшись додому, Льє працював художником, літографом, скульптором і декоратором, а також по суботах провадив уроки малювання. Він займався реставрацією старих будівель. Льє вважається також одним з піонерів фотографії у Люксембурзі.
Його колекція літографій «Подорож по мальовничому Великому Герцогству Люксембург» («Voyage Pittoresque à Треверс Le Grand Duche де Люксембург»), що вийшла 1834 року, як вважається, була зібрана, коли він був на піку своєї творчої здатності. Пізніше він працював у люксембурзькому філіалі порцелянової фірми «Villeroy & Boch». Тут він прикрашав порцеляну сценами зі своїх літографій. У 1860 році він придбав свій власний порцеляновий завод в Оден-ле-Тіш у Франції, але підприємство не мало успіху і він був змушений продати його. У 1870 році Льє покинув Люксембург і переїхав у Дрезден, де став художнім керівником на фабриці «Villeroy & Boch».
В Ніколя Льє було четверо дітей.
Льє помер в Дрездені 30 серпня 1892 року.

## Галерея

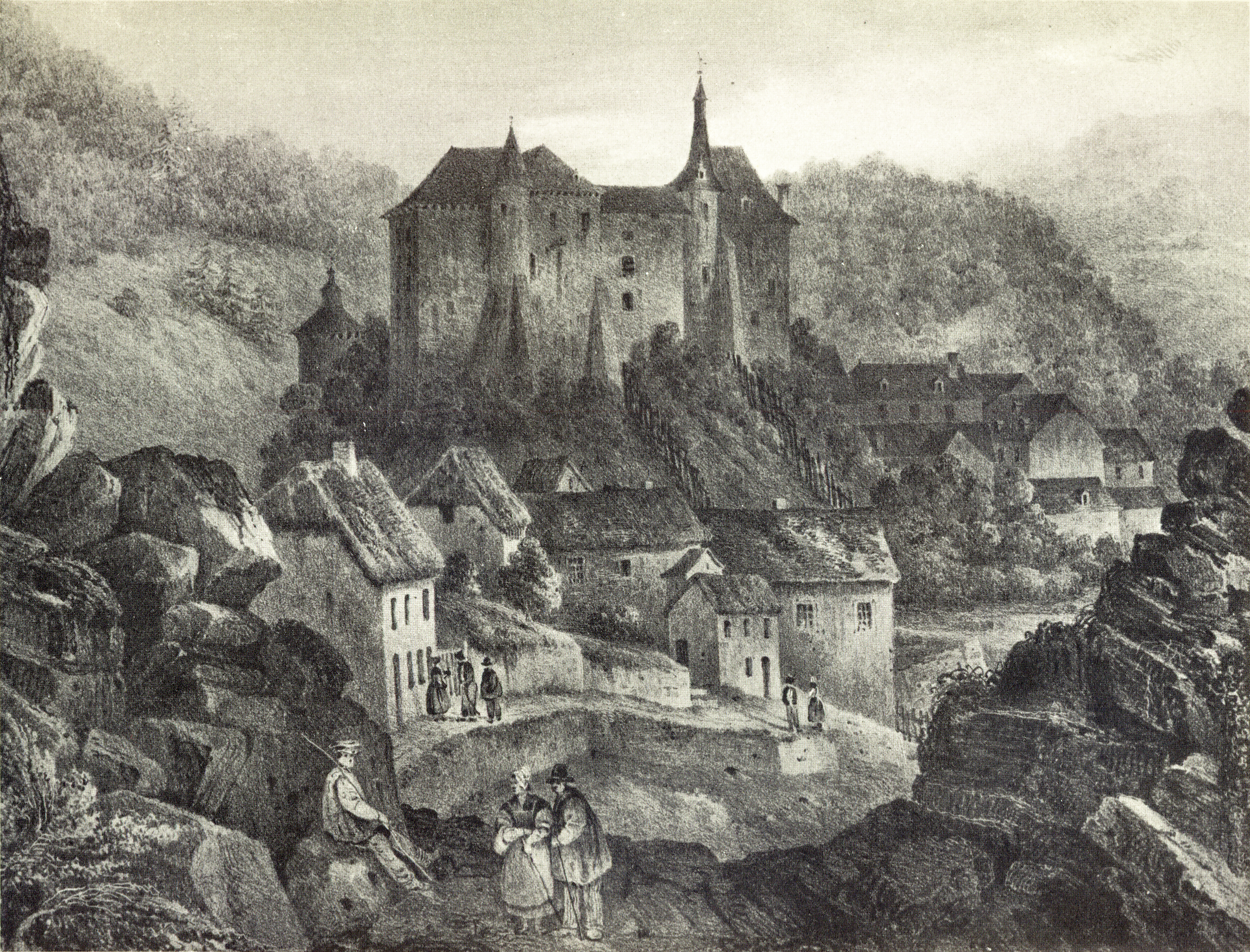
Вид на Клерво. Близько 1834.
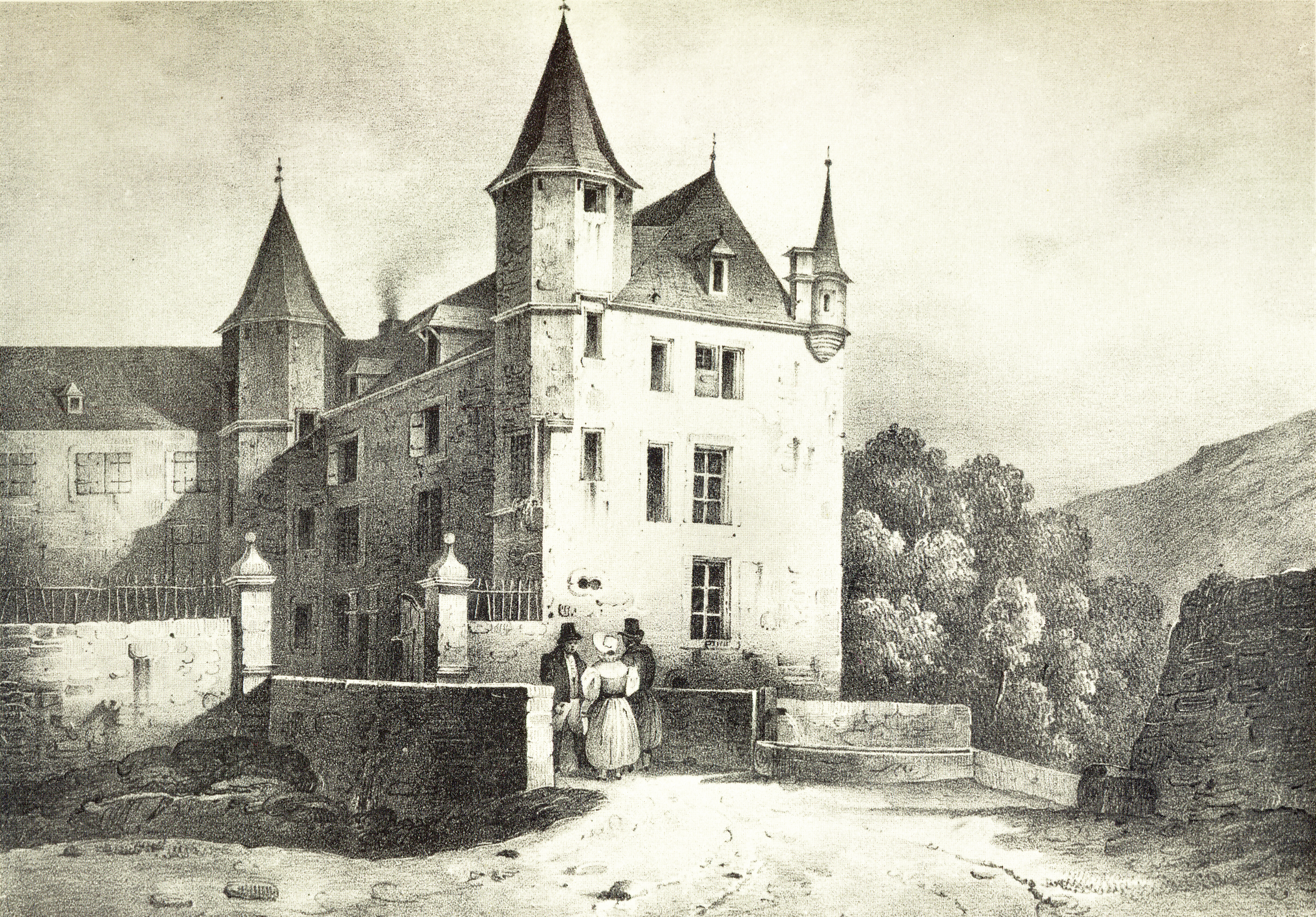
Палац барона де Солевр у Діфферданж. Близько 1834.